# دنيس بارون
دنيس بارون (بالإنجليزية: Dennis Baron)‏ هو لغوي وكاتب العمود أمريكي، ولد في 9 مايو 1944.